# Diodati
I Diodati furono una famiglia di Lucca. A Lucca fecero costruire il palazzo Orsetti dallo scultore e architetto Nicolao Civitali, figlio di Matteo.

Furono costretti a trasferirsi a Ginevra a causa della loro adesione alla Riforma Protestante.

## L'abbandono di Lucca per Ginevra
Nella Repubblica di Lucca la riforma protestante vide l'adesione di un numero notevole di cittadini e tra di essi non mancarono gli appartenenti alla classe dirigente aristocratica. La Santa Sede, sospettando quanto nella Repubblica stava avvenendo iniziò dunque ad esercitare pressioni diplomatiche sul governo lucchese perché i sospettati di eresia venissero inquisiti. La Repubblica negò sempre in modo deciso l'ingresso sul suo territorio dell'inquisizione e dei gesuiti, ma temendo che il Papa finisse per incitare qualche principe ad invadere lo stato di Lucca, ritenuto ormai un corpo infetto, dovette in qualche modo procedere contro i sospettati di eresia. Gli esponenti delle famiglie patrizie che risultarono eretici vennero dunque invitati a lasciare la Repubblica, ma nessuno subì violenze fisiche e le ricchezze liquide, a volte notevolissime, vennero esportate dagli esuli. Questi emigranti lucchesi per motivi religiosi si ritrovano nella seconda metà del secolo XVI soprattutto a Ginevra. Del gruppo di Pompeo Diodati fanno parte Michele Burlamacchi (1532-1590, figlio di Francesco decapitato a Milano nel 1548), e Benedetto Calandrini, figlio di Filippo e zio di Pompeo Diodati. Pompeo Diodati, Michele Burlamacchi con la moglie Chiara Calandrini, Benedetto Calandrini ed altri, avevano dapprima trovato rifugio, nel 1567, presso la duchessa Renata d'Este, figlia di Luigi XII di Francia e di Anna di Bretagna.
Renata per le sue simpatie calviniste era stata messa sotto accusa dal marito Ercole II d'Este e poi dal figlio Alfonso II (1559-1597). Renata si trovava confinata nel suo castello francese di Montargis dove giungeva il gruppo di intellettuali lucchesi, accolti da lei nel 1567. Neppure qui erano del tutto al sicuro dai cattolici, dato che questi prima del loro arrivo, nel 1562, guidati dal Duca Francesco di Guisa, genero di Renata, avevano posto sotto assedio il castello. Mutata in peggio la situazione con le stragi della notte di San Bartolomeo (23 agosto 1572), Pompeo Diodati e Burlamacchi nel 1575 si spostano a Ginevra. Benedetto Calandrini li avrebbe raggiunti in quella città nel 1587.
Tra i primi a considerare Ginevra come rifugio sicuro era stato Giuliano Calandrini, fratello di Benedetto, che, ricercato dall'Inquisizione, vi arrivava nel 1560. Di Giuliano, poi spostatosi in Francia nel 1567 a raggiungere i suoi concittadini, si può ricordare come la sua famiglia si precisasse una tra le prime svolte in direzione calvinista, con il di lui figlio naturale Scipione Calandrini. Scipione, allievo sempre di Aonio Paleario e fuggito nel 1558 nei Grigioni e poi a Ginevra, era stato tra i primi esuli lucchesi ad abbracciare questa corrente nel 1559.

## I Diodati a Ginevra
Il primo a convertirsi e a risiedere stabilmente a Ginevra fu Pompeo (1542-1602), figlio di Niccolò (di Alessandro) (1511-1544) e della moglie Zabetta Arnolfini. Pompeo divenne discepolo di Pier Martire Vermigli dopo essersi accostato alle idee riformiste viaggiando in Piemonte e a Lione. Nel 1563 era a Venezia, nel 1564 nuovamente a Lione, nel 1565 a Ginevra; poi a Montargis presso Renata d'Este, tornato a Lucca fu costretto ad abbandonare la propria città essendo stato denunciato all'Inquisizione. A Ginevra rimane stabilmente dal 1572. Qui con Francesco Turrettini, Orazio Micheli, Fabrizio Burlamacchi, Cesare Balbani, concittadini esuli come lui per motivi di fede, crea il cartello dei commercianti di seta ginevrini, denominato la Grande Boutique.

## Personaggi della famiglia Diodati
- Niccolò Diodati (1511-1544), lucchese, figlio di Alessandro Diodati, marito di Zabetta Arnolfini e padre di Pompeo
- Carlo Diodati (1541-1625), membro del Consiglio dei Duecento, e padre di Giovanni (1576-1649)
- Teodoro Diodati (1573-1650). Figlio di Carlo e fratello maggiore di Giovanni, Teodoro studiò medicina a Leida, trasferendosi poi in Inghilterra, dove diventò membro del Royal College of Physicians nel 1616 ed esercitò la professione per illustri pazienti, come i principi Enrico Federico e Elisabetta, fratelli del futuro re Carlo I (1625-1649).
- Francesco Diodati (1647-1690), miniatore ed incisore
- Roelof Diodati (1692-1703), Governatore dell'Isola di Mauritius per conto della Compagnia delle Indie Olandesi;
- Edoardo Diodati (1789-1860), miniatore ed incisore
- Aloisio Diodati (1828-1895), pianista, compositore, console generale di Grecia
- Francesco Diodati (1647-1690), miniatore ed incisore
- Ottaviano Diodati (1716-1786), scrittore, estensore della edizione italiana dell'Encyclopedie di Diderot e D'Alembert (1758), architetto (Palazzina d'Estate e giardino di Villa Garzoni a Collodi).
- Luigi Diodati (Napoli 1763-1832), economista e matematico, direttore della Zecca di Napoli; si occupò di questioni monetarie e pubblicò Dello Stato Presente della moneta nel Regno di Napoli e della necessità di un alzamento (1790)
- Giuseppe Diodati (1936-1989), medico
- Antonio Diodati (1935-2007), sindaco di Mignano Monte Lungo (CE)

Dei Diodati di Ginevra si ricordano:
- Pompeo (1542-1602)
- Giovanni (1576-1649), figlio del precedente Carlo Diodati (1541-1625), teologo protestante, professore di linguistica, traduttore della Bibbia in Italiano e francese;